# Acontia metallica
Acontia metallica là một loài bướm đêm trong họ Noctuidae.